# 고속도로

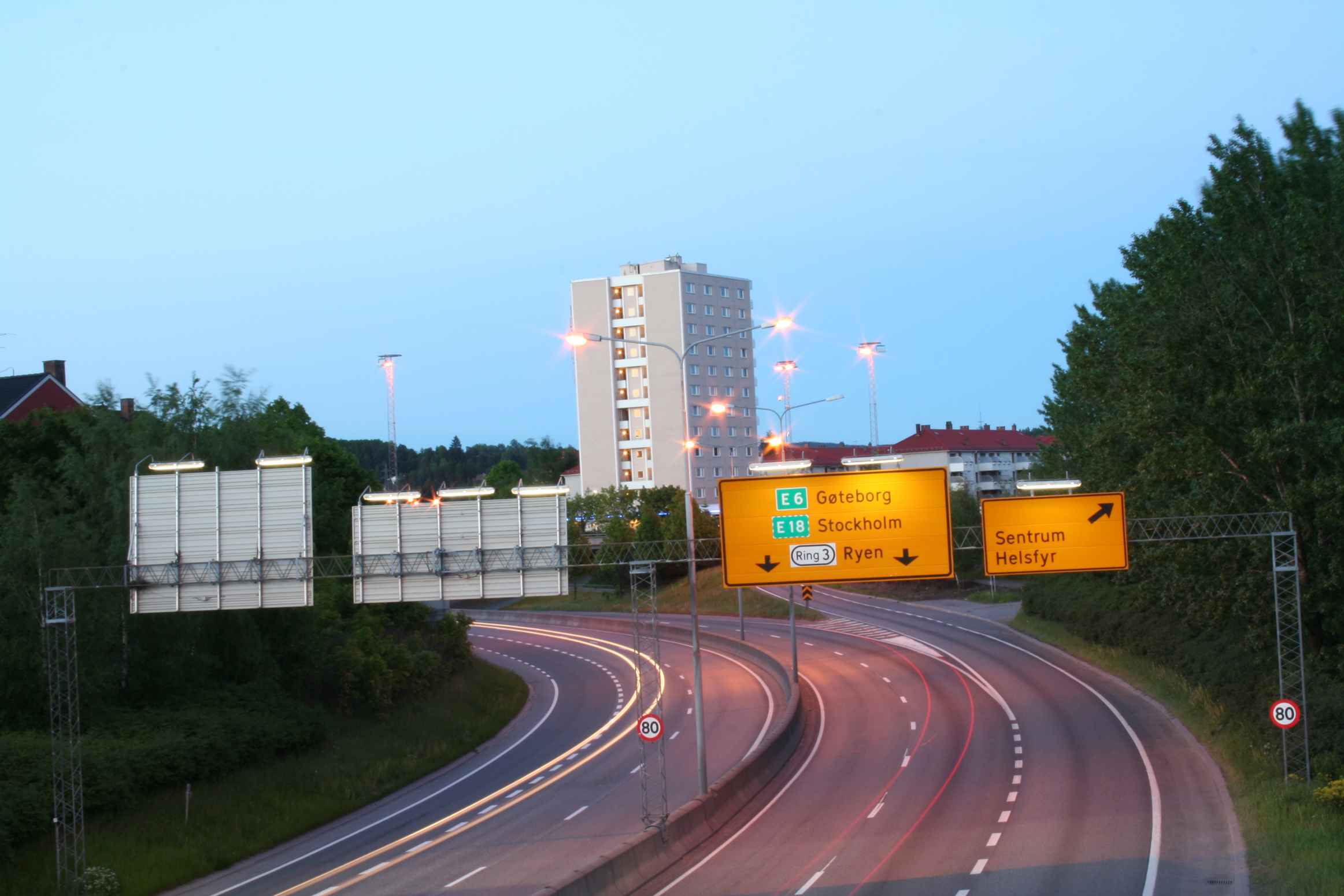
노르웨이 오슬로에 위치한 한 고속도로.

고속도로(高速道路, expressway)는 기본적으로 신호등이나 별도의 지시 장치 없이 자동차를 운전자의 습관만으로 고속으로 운행할 수 있는 도로를 의미하며, 대부분 자동차 전용도로로 설계된다. 고속도로는 이탈리아에서 처음 건설되었으며, 일반 도로와 연결된 부분이 고속도로 나들목 등으로만 구성되어 있다. 국가나 지방의 도로망 중에서 근간의 역할을 담당하는 경우가 많다.

## 역사
최초의 현대적 고속도로는 20세기 상반기에 발전하였다. 1908년 뉴욕 롱아일랜드의 롱아일랜드 모터 파크웨이가 개인 벤처로 개장되었으며 이는 세계 최초의 고속도로였다. 뱅크드 턴(banked turn), 가드레일, 강화된 콘크리트 타맥(tarmac) 등 수많은 현대적인 기능이 포함되었다.

## 특징
고속도로는 언제나 추월이 가능하도록 왕복을 다 같이 2차선 이상으로 만들고 중앙에는 안전을 위해 중앙분리대를 만든다. 일반 도로와는 모두 입체 교차하게 되고, 또 나들목(인터체인지)을 갖추어 고속도로를 출입하는 차에 의하여 고속 주행이 방해되지 않도록 되어 있다.
일직선인 도로는 운전자를 지루하게 하고 피로감을 느끼게 하여 사고의 원인이 되므로, 일부러 고저(高低)를 만들기도 하고 커브로 한다든지 해서 그와 같은 일이 일어나지 않도록 설계되어 있다. 또한, 도로의 커브에는 달리기 쉽고 안전하기도 한 크로소이드라고 하는 나선을 사용하고 있다. 이 곡선은 자동차가 일정한 속도와 또한 핸들을 등각속도(等角速度)로 유지하면서 달릴 때의 궤적이다. 독일의 아우토반을 비롯한 세계 각국의 자동차 도로의 설계에는 이 방법을 널리 사용하고 있다.

## 세계의 고속도로 명칭
- 고속국도, 고속도로(高速國道, 高速道路) : 대한민국
- 고속국도, 고속도로(高速國道, 高速道路) : 조선민주주의인민공화국
- 고속공로(高速公路) : 중화민국
- 고속공로(高速公路) : 중화인민공화국
- 고속자동차국도, 자동차도, 고속도로(高速自動車国道, 自動車道, 高速道路) : 일본
- 프리웨이(Freeway) : 미국, 오스트레일리아
- 주간고속도로(Interstate Highway) : 미국
- 아우토반(Autobahn) : 독일, 오스트리아, 스위스)
- 아우토스트라다(Autostrada) : 이탈리아, 폴란드[3]
- 오토루트(Autoroute) : 프랑스
- 모터웨이(Motorway) : 영국, 오스트레일리아, 뉴질랜드
- 캐나다 횡단도로(트랜스캐나다 하이웨이) : 캐나다
- 아마존 횡단도로(트랜스아마조니안 하이웨이) : 브라질
- 메트로드(Metroad) : 오스트레일리아
- 르부라야(Lebuhraya) : 말레이시아
- 고속도로(Expressway, Lebuhraya) : 싱가포르
- 알제리 동서고속도로 : 알제리
- 내셔널 로드(National road) : 남아프리카 공화국
- 아우토스네을웨흐(Autosnelweg) : 네덜란드, 벨기에 플랑드르
- 아우토피스타(Autopista) : 스페인, 멕시코, 칠레

### 고속도로의 영문 명칭
- 프리웨이(Freeway): 미국 등에서 무료 고속도로를 지칭하는 명칭으로 쓰인다. 진입을 할때에는 무료로 진입할 수 있으나 완전히 무료가 아닌 경우도 있다. 즉 일부 유료인 경우도 볼 수 있다.
- 모터웨이(Motorway): 영국에서 고속도로를 지칭하는 명칭으로 쓰인다.
- 파크웨이(Parkway)
- 하이웨이(Highway): 이 명칭은 본래 일반적인 의미의 간선도로를 뜻하는 것으로, 한국어권과 일본어권에서 흔히 말하는 고속도로가 아닌 경우도 많다. 자동차 전용 고속도로가 아닌 경우에는 국가에서 관리하는 일반 국도이며, 이 경우에는 왕복 2차선 구간이 있고 신호등과 횡단보도가 설치되어 있는 경우도 있다.
  - 인터스테이트 하이웨이(Interstate Highway): 주간고속도로를 뜻하는 영어이며, 미국의 자동차 전용 고속도로 체계이다.
  - 컨트롤드 엑세스 하이웨이(controlled-access highway): 진입통제도로라는 뜻으로, 흔히 알고 있는 고속도로는 이 범주에 해당한다.
- 익스프레스웨이(Expressway): 한국, 중국, 일본, 필리핀 등 동아시아권 국가에서 도시 사이를 연결하는 고속도로의 영문 명칭으로 사용되고 있으며, 미국에서는 일부 구간의 고속도로 명칭으로 사용한다.
- 턴파이크(Turnpike): 미국에서 유료 고속도로를 지칭하는 명칭으로 쓰인다.

## 국가 간 횡단 고속도로
- 유럽 고속도로(유럽)
- 아시안 하이웨이(아시아)
- 팬아메리칸 하이웨이(남북 아메리카)

## 같이 보기

### 일반 주제
- 도시고속화도로
- 왕복 2차로 고속도로
- 자동차 전용도로
- 유도된 수요
- 다운스-톰슨의 역설
- 브라에스의 역설
- 루이스-모그리지 명제

### 관련 법규
- 고속도로의 모터사이클 통행 기준

### 나라별 고속도로
- 대한민국의 고속도로
- 일본의 고속도로
- 중화인민공화국의 고속도로
- 싱가포르의 고속도로
- 베트남의 고속도로
- 필리핀의 고속도로
- 주간고속도로
- 프리웨이
- 모터웨이

## 참고 문헌
- 이 문서에는 다음커뮤니케이션(현 카카오)에서 GFDL 또는 CC-SA 라이선스로 배포한 글로벌 세계대백과사전의 내용을 기초로 작성된 글이 포함되어 있습니다.